# Ottilie Assing
Ottilie Davida Assing (Hamburg, 11 de febrer de 1819 - París, 21 d'agost de 1884) fou una feminista, lliurepensadora i abolicionista alemanya del segle xix.

## Primers anys
Nascuda a Hamburg, Ottilie Assing era la filla major d'un famós físic, David Assur, un jueu convertit al cristianisme, que havia canviat el cognom pel d'"Assing"; i filla de Rosa Maria Varnhagen Assing, poeta i amiga d'altres escriptores, com ara Clara Mundt i Fanny Lewald, a més d'una persona famosa en els cercles liberals que recolzaven la revolució alemanya de 1848-1849. La seua tieta, Rahel Varnhagen, conreava un dels salons literaris més famosos d'Europa.
Després de la mort dels seus pares i el gran incendi d'Hamburg del 1842, Assing i sa germana Ludmilla se n'anaren a viure amb el seu oncle Karl August Varnhagen von Ense, activista revolucionari i famós escriptor. La seua esposa, i tieta de Assing, Rahel Varnhagen, reconeguda escriptora jueva, havia mort feia temps. Ottilie deixaria la casa per a no tornar mai, després de discutir amb el seu oncle.

## Carrera i vida personal
El 1852 emigrà als Estats Units, a Nova York i, més endavant, visqué a Hoboken, Nova Jersey. Es mantenia econòmicament escrivint articles per al Morgenblatt für gebildete Leser i emprava un pseudònim masculí.
Assing quedà impressionada per la lectura de l'autobiografia Narrativa de la vida de Frederick Douglass (Narrative of the Life of Frederick Douglass). El 1856 viatjà a Rochester per a entrevistar-ne l'autor, Frederick Douglass, i es feren amics. Durant els següents 28 anys acudirien junts a algunes reunions i convencions. Al principi Assing escrivia textos sobre cultura i d'interés general, però aviat se centrà en el moviment abolicionista. Durant la seua estada a Europa intentant reclamar l'herència de la seua germana, Assing va llegir en un diari que Douglass havia contret matrimoni amb la seua secretària, una dona blanca i vint anys més jove, Helen Pitts. En aquells dies, ja havia estat diagnosticada amb càncer de mama.
El 1884, Ottilie Assing se suïcidà en un parc públic parisenc després d'ingerir cianur. Va cremar tota la correspondència amb Douglass i aquest va rebre la seua escassa herència, segons el testament que Assing havia deixat a la seua habitació de l'hotel. La major part de la fortuna familiar havia estat regalada a uns altres, per un caprici de la seua germana.

## Treballs
- Ottilie Assing: Jean Baptiste Baison. A Biography, 1851, Verlag Meissner i Schirges, 1851, 126 p ([* {{format ref}} http://sammlungen.ulb.uni-muenster.de/um/content/pageview/1870542 Digitalisat ]); Reimpressió per Nabu-Premses, 2012, ISBN 978-1272741174, 142 S.
- Frederick Douglass: Slavery and freedom. Autobiografia de l'anglés proporcionada per Ottilie Assing. Hoffmann i Campi, Hamburg 1860. Digitalitzat.
- Diversos articles i informes polítics anònims: Telegraph for Germany; Seasons; Morning Journal for educated readers; Süddeutsche Post; Journal of Fine Arts; the German-American Conversations-Lexikon (Nova York, 1870), així com publicacions periòdiques de la socialdemocràcia alemanya.
- Christoph Lohmann (eds.): Radical Passion. Ottilie Assing's reports from America and letters to Frederick Douglass. Long, Nova York o. Un. 1999, ISBN 0-8204-4526-6.